# Roe Triplan no 4
Le Roe Triplan n° 4 (Roe IV Triplane en anglais) est un aéronef expérimental britannique construit en 1910 par le pionnier Alliott Verdon-Roe.
Dernier avion construit par Alliott Verdon-Roe avant de créer la firme A.V.Roe and Company, ce triplan biplace conservait la cellule et le fuselage du Triplan n° 3, mais l’entoilage du fuselage ne s’étendait pas au-delà du bord de fuite du plan médian, les patins du train d’atterrissage étaient allongés vers l’avant, et l’empennage totalement modifié : Un stabilisateur triangulaire suivi de gouvernes de profondeur trapézoïdales et une gouverne de direction sans plan fixe de dérive remplaçaient la cellule triplane des précédents modèles. Les ailerons disparaissaient sur cet appareil, Alliott Verdon-Roe revenant au contrôle par gauchissement des ailes.
L’unique Triplan n° 4 effectua ses premiers vols en septembre 1910 et fut utilisé par l’école de pilotage Avro créée à Brooklands (Surrey).
Construite pour les besoins du film Ces merveilleux fous volants dans leurs drôles de machines, une réplique fut réalisée avec un moteur Blackburn Cirrus II de 90 ch. Volant parfaitement, elle est la propriété de la Shuttleworth Collection (en) à Old Warden. 